# Chusquea oxylepis
Chusquea oxylepis är en gräsart som först beskrevs av Eduard Hackel, och fick sitt nu gällande namn av Erik Leonard Ekman. Chusquea oxylepis ingår i släktet Chusquea och familjen gräs. Inga underarter finns listade i Catalogue of Life.